# Колодяжний Руслан Григорович
Русла́н Григо́рович Колодя́жний — солдат Збройних сил України.

## Життєпис
Вояк 27-ї реактивної бригади; оператор обслуги реактивного артилерійського взводу. В боях під Дебальцевим у серпні 2014-го зазнав множинних поранень, лікувався в трьох госпіталях. Йому видалили селезінку, 10 осколків так і лишилися в тілі, їх видалити немає можливості, весь час виникають запалення.
Батько доньки 2003 р.н.

## Нагороди
За особисту мужність і героїзм, виявлені у захисті державного суверенітету та територіальної цілісності України, вірність військовій присязі під час російсько-української війни нагороджений орденом «За мужність» III ступеня (22.1.2015).
- медаллю «Захиснику Вітчизни»